# Heteropoda atriventris
Heteropoda atriventris là một loài nhện trong họ Sparassidae.
Loài này thuộc chi Heteropoda. Heteropoda atriventris được Pater Chrysanthus miêu tả năm 1965.